# ثيودوروس بي. إم. ماسون
ثيودوروس بي. إم. ماسون (بالإنجليزية: Theodorus B. M. Mason)‏ هو ضابط أمريكي، ولد في 8 مايو 1848 في نيويورك في الولايات المتحدة، وتوفي في 15 أكتوبر 1899 في ساجرتيس في الولايات المتحدة.